# سیارک ۲۰۵۵۶
سیارک ۲۰۵۵۶ (به انگلیسی: 20556 Midgekimble، نامگذاری:1999RZ115) بیست هزار و پانصد و پنجاه و ششمین سیارک کشف شده‌است که در ۹ سپتامبر ۱۹۹۹ کشف شد.
قدر مطلق سیارک برابر ۱۵.۵ است.